# Bakung (Kanor)
Bakung is een bestuurslaag in het regentschap Bojonegoro van de provincie Oost-Java, Indonesië. Bakung telt 3821 inwoners (volkstelling 2010).